# Diócesis de São José dos Pinhais
La diócesis de São José dos Pinhais (en latín: Dioecesis Sancti Ioseph Pinealen(sis) y en portugués: Diocese de São José dos Pinhais) es una circunscripción eclesiástica latina de la Iglesia católica en Brasil, sufragánea de la arquidiócesis de Curitiba. La diócesis tiene al obispo Celso Antônio Marchiori como su ordinario desde el 13 de diciembre de 2017. 

## Territorio y organización
La diócesis tiene 7773 km² y extiende su jurisdicción sobre los fieles católicos de rito latino residentes en 14 municipios del estado de Paraná: São José dos Pinhais, Agudos do Sul, Araucária, Campo do Tenente, Contenda, Fazenda Rio Grande, Lapa, Mandirituba, Piên, Piraquara, Quatro Barras, Quitandinha, Rio Negro y Tijucas do Sul.
La sede de la diócesis se encuentra en la ciudad de São José dos Pinhais, en donde se halla la Catedral de San José.
En 2020 en la diócesis existían 42 parroquias agrupadas en 3 sectores pastorales.

## Historia
La diócesis fue erigida el 6 de diciembre de 2006 con la bula Quo plenius del papa Benedicto XVI, obteniendo el territorio de la arquidiócesis de Curitiba.

## Estadísticas
De acuerdo al Anuario Pontificio 2021 la diócesis tenía a fines de 2020 un total de 704 000 fieles bautizados.
| Año                                                                             | Población            | Población | Población      | Sacerdotes | Sacerdotes    | Sacerdotes    | Bautizados por sacerdote | Diáconos permanentes | Religiosos | Religiosos | Parroquias |
| Año                                                                             | Bautizados católicos | Total     | % de católicos | Total      | Clero secular | Clero regular | Bautizados por sacerdote | Diáconos permanentes | Varones    | Mujeres    | Parroquias |
| ------------------------------------------------------------------------------- | -------------------- | --------- | -------------- | ---------- | ------------- | ------------- | ------------------------ | -------------------- | ---------- | ---------- | ---------- |
| 2006                                                                            | 497 454              | 649 556   | 76.6           | 58         | 17            | 41            | 8 569                    |                      | 45         | 120        | 31         |
| 2010                                                                            | 517 000              | 725 000   | 71.3           | 62         | 24            | 38            | 8 338                    | 26                   | 54         | 115        | 35         |
| 2014                                                                            | 643 513              | 811 588   | 79.3           | 73         | 34            | 39            | 8 815                    | 38                   | 77         | 110        | 35         |
| 2017                                                                            | 665 478              | 842 879   | 79.0           | 64         | 26            | 38            | 10 398                   | 49                   | 82         | 102        | 38         |
| 2020                                                                            | 704 000              | 897 778   | 78.4           | 69         | 33            | 36            | 10 202                   | 43                   | 101        | 110        | 42         |
| Fuente: Catholic-Hierarchy, que a su vez toma los datos del Anuario Pontificio. |                      |           |                |            |               |               |                          |                      |            |            |            |

## Episcopologio
- Ladislau Biernaski, C.M. † (6 de diciembre de 2006-13 de febrero de 2012 falleció)
- Francisco Carlos Bach (3 de octubre de 2012-19 de abril de 2017 nombrado obispo de Joinville)
- Celso Antônio Marchiori, desde el 13 de diciembre de 2017